# Selecció d'hoquei sobre patins masculina de Moçambic

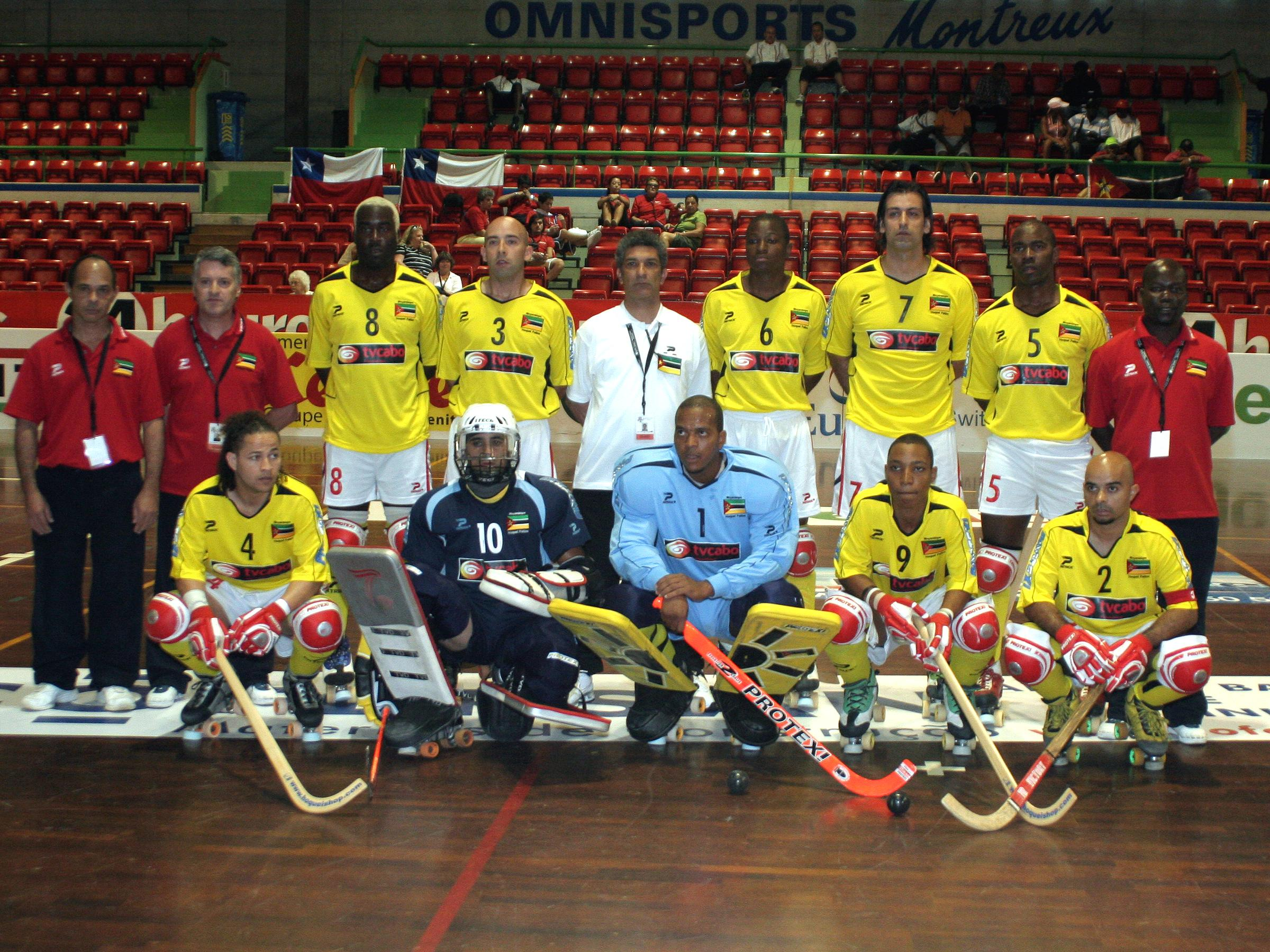
Selecció de Moçambic al Mundial 2007

La selecció d'hoquei sobre patins masculina de Moçambic és l'equip masculí que representa la Federação Moçambicana de Patinagem en competicions internacionals d'hoquei sobre patins.